# Plaça del Col·legi del Patriarca

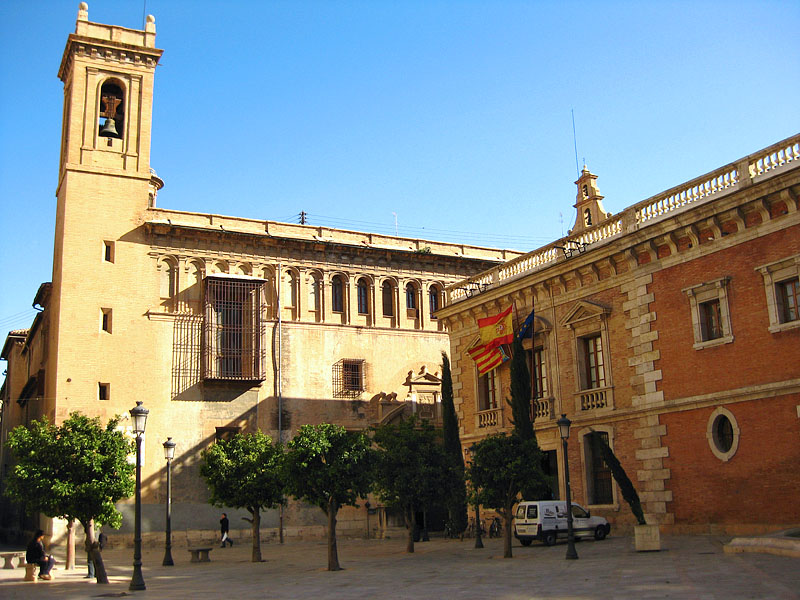
La plaça amb la Nau a la dreta i el col·legi al fons

La plaça del Col·legi del Patriarca, sovint plaça del Patriarca, és una plaça de la Ciutat Vella de València que se situa al barri de la Xerea, a poca distància a l'est del carrer del Poeta Querol.

## Forma i funció
És una plaça oberta i quadrada, oberta a la cara sud, on fita amb el carrer de Salvà. Al nord connecta amb els carrers dels Llibreters, de la Nau, i de la Creu Nova. No s'hi permet l'accés en vehicle motoritzat.
La plaça és dominada a la façana oriental per la Nau, un centre d'exposicions de la Universitat de València, que ocupa part de la plaça amb una gran font pública amb escultures. Al nord hi ha l'edifici que dona nom a la plaça, el Reial Col·legi del Corpus Christi de València o Col·legi del Patriarca, una església medieval que brinda la plaça amb una enorme finestra vertical coberta amb una reixa, tot i ser a la segona planta. Els altres edificis de la plaça són de destacable modernitat. La majoria d'ells són ocupats per comerços d'alta gamma, i alguna cafeteria. La superfície de la plaça és de llosa grisa, interrompuda ocasionalment per arbres encara petits.

## Transport
A la plaça no hi ha cap mena de transport públic, però les línies 26 i 31 de l'EMT de València s'aturen al proper carrer del Poeta Querol.